# 伊潘瓜苏
伊潘瓜苏（葡萄牙語：Ipanguaçu）是巴西北大河州的一个市镇。总面积374.239平方公里，总人口12414人，人口密度33.2人/平方公里。